# Super League 2023 (Malawi)
La Super League del Malawi 2023, anche nota come TNM Super League 2023 per motivi di sponsor, è stata la trentasettesima edizione del massimo campionato di calcio del Malawi. La stagione è iniziata il 15 aprile e si è conclusa il 3 dicembre 2023. Il Big Bullets era la squadra campione in carica.
Il Big Bullets ha vinto il campionato, riconfermandosi campione per la diciassettesima volta nella sua storia.

## Stagione

### Novità
Dalla divisione inferiore (disputata su tre gironi regionali), sono stati promossi Bangwe Ali Stars, Mchinji Extreme e Chitipa United.

### Formula
Le 16 squadre partecipanti giocano un girone all'italiana con partite di andata e ritorno, per un totale di 30 giornate. Alla fine del campionato, la squadra prima in classifica è campione del Malawi e si qualifica per la CAF Champions League 2024-2025, mentre le ultime tre classificate vengono retrocesse nella divisione inferiore.

## Squadre partecipanti
| Club              | Città      | Stagione Precedente  |
| ----------------- | ---------- | -------------------- |
| Bangwe All Stars  | Bangwe     | Campionato Regionale |
| Blue Eagles       | Lilongwe   | 2° in Super League   |
| Chitipa United    | Mzuzu      | Campionato Regionale |
| CIVO Utd          | Lilongwe   | 8° in Super League   |
| Dezda Dynamos     | Blantyre   | 9° in Super League   |
| Ekwendeni Hammers | Ekwendeni  | 10° in Super League  |
| Mchinji Extreme   | Mchinji    | Campionato Regionale |
| Kamuzu Barracks   | Blantyre   | 3° in Super League   |
| Karonga Utd       | Karonga    | 11° in Super League  |
| MAFCO             | Nkhotakota | 6° in Super League   |
| Mighty Tigers     | Blantyre   | 12° in Super League  |
| Mighty Wanderers  | Blantyre   | 4° in Super League   |
| Moyale Barracks   | Mzuzu      | 7° in Super League   |
| Big Bullets       | Blantyre   | Campione del Malawi  |
| Red Lions         | Zomba      | 13° in Super League  |
| Silver Strikers   | Lilongwe   | 5° in Super League   |

## Classifica
|                   | Pos. | Squadra           | Pt | G  | V  | N  | P  | GF | GS | DR  |
| ----------------- | ---- | ----------------- | -- | -- | -- | -- | -- | -- | -- | --- |
| Malawi (bandiera) | 1.   | Big Bullets       | 60 | 30 | 16 | 12 | 2  | 49 | 19 | +30 |
|                   | 2.   | Silver Strikers   | 57 | 30 | 16 | 9  | 5  | 41 | 18 | +23 |
|                   | 3.   | Mighty Wanderers  | 55 | 30 | 15 | 10 | 5  | 35 | 16 | +19 |
|                   | 4.   | Chitipa United    | 48 | 30 | 14 | 6  | 10 | 31 | 29 | +2  |
|                   | 5.   | Kamuzu Barracks   | 46 | 30 | 13 | 7  | 10 | 32 | 23 | +9  |
|                   | 6.   | Bangwe All Stars  | 42 | 30 | 11 | 9  | 10 | 37 | 36 | +1  |
|                   | 7.   | Dezda Dynamos     | 38 | 30 | 9  | 11 | 10 | 30 | 38 | -8  |
|                   | 8.   | CIVO Utd          | 37 | 30 | 8  | 13 | 9  | 31 | 30 | +1  |
|                   | 9.   | Karonga Utd       | 37 | 30 | 9  | 10 | 11 | 34 | 38 | -4  |
|                   | 10.  | MAFCO             | 37 | 30 | 10 | 7  | 13 | 29 | 36 | -7  |
|                   | 11.  | Mighty Tigers     | 36 | 30 | 8  | 12 | 10 | 21 | 22 | -1  |
|                   | 12.  | Ekwendeni Hammers | 36 | 30 | 9  | 9  | 12 | 26 | 36 | -10 |
|                   | 13.  | Blue Eagles       | 35 | 30 | 8  | 11 | 11 | 32 | 32 | 0   |
|                   | 14.  | Moyale Barracks   | 35 | 30 | 8  | 11 | 11 | 32 | 32 | 0   |
|                   | 15.  | Red Lions         | 29 | 30 | 8  | 5  | 17 | 22 | 50 | -28 |
|                   | 16.  | Mchinji Extreme   | 18 | 30 | 4  | 6  | 20 | 16 | 43 | -27 |

Legenda:
      Campione del Malawi e ammessa alla CAF Champions League 2024-2025.
 Retrocessione diretta.